# Crocallis aequaria
Crocallis aequaria là một loài bướm đêm trong họ Geometridae.